# オープン・ウォーター
『オープン・ウォーター』（原題：Open Water）は2003年公開のアメリカ合衆国のサバイバル・スリラー映画。監督はクリス・ケンティス。ダイビングツアー中に手違いから海に取り残された夫婦の恐怖を描いており、実際の事件が元になっている。
サンダンス映画祭で公開後、全米で公開。予算は約13万ドル（最終50万ドル）で、特殊効果はほとんど使っておらず、俳優たちは実際にサメが泳ぐ中で演技した。日本版のキャッチコピーは、「海の恐怖が今始まる…。」。2007年7月28日には、続編の『オープン・ウォーター2』が公開された。

## キャスト
- スーザン・ワトキンス：ブランチャード・ライアン（英語版）
- ダニエル・キントナー：ダニエル・トラヴィス
- セス：ソール・スタイン
- デイビス：マイケル・E・ウィリアムソン
- リンダ：クリスティーナ・ゼナート

## 元となった事件
1998年1月25日、ルイジアナ州の夫婦トム／アイリーン・ローナガンは、オーストラリアのグレート・バリア・リーフでスキューバダイビング中にグループとはぐれてしまう。同じボートに乗っていた他の24人の乗客と5人のクルーは2人が見当たらないことに気づかず、船はそのまま行ってしまい、2人は鮫の泳ぐ海原に取り残されてしまった。
2日後の1月27日、ボートに夫妻のバッグやパスポートが残されていることが分かり、ようやく捜索が行われたが、2人は発見されなかった。その後の訴訟裁判で夫妻の日記が明らかになり、夫妻が移住先であるフィジーでの仕事を嫌がっていたことや、トムが死にたがっていたことなどが分かった。
最終的に船長は無罪になったものの、彼の会社は過失で有罪、罰金刑となり、破産に追い込まれた。